# Miguel de Baeza
Para otras acepciones, véase Baeza
Miguel de Baeza (Toledo, fl. siglo xvi) fue un confitero castellano. 

## Biografía
Era vecino y natural de la imperial ciudad de Toledo. Conocido por haber sido el autor de Los quatro libros del arte de la confitería, impreso en Alcalá de Henares en casa de Juan Gracián que sea en gloria, año de 1592. 

## Obra
Miguel de Baeza es conocido por su única obra: Los quatro libros del arte de la confitería compuestos por Miguel de Baeza, publicada en Alcalá de Henares. Esta obra posee interés histórico ya que en el primer libro estudia el cultivo de la caña de azúcar en España y en las colonias. También se dedica a describir el proceso de producción del azúcar en sus distintas variantes. Los restantes tres libros se dedican a los diferentes tipos de dulces que se elaboraban en aquella época: confituras, grageas y canelones; conservas como el calabazate, la cidra —entonces denominado acitrón o deacitrón— y las jaleas. Finalmente se refiere al alfeñique, caramelos, mazapanes, turrones, alcorzas, alajués y bizcochos en su acepción de «panes de dulce finos».